# 塞尔河畔维克站
塞尔河畔维克站是法国的一个铁路车站，位于法国中南部市镇塞尔河畔维克。

## 位置
塞尔河畔维克站位于塞尔河畔维克市区的东南部，塞尔河东南侧，菲雅克－阿尔旺铁路322.286公里处，距离克莱蒙费朗大约145.6公里。车站大致呈东北-西南走向，开口朝西北。

## 停靠线路
以下列车线路在塞尔河畔维克站停靠：
| 塞尔河畔维克站列车线路表   |      |        |          |              |
| 线路                       | 车种 | 上一站 | 下一站   | 大致运行频率 |
| 克莱蒙费朗/讷萨格—欧里亚克 | TER  | 勒流杭 | 欧里亚克 | 每天4趟左右  |
| 克莱蒙费朗—图卢兹          | TER  | 勒流杭 | 欧里亚克 | 每天1趟      |
| 1.                         |      |        |          |              |

## 配套交通

### 长途客车
| 停靠塞尔河畔维克站的大巴车 |                  |                                                                                       |
| 上下车地点                 | 运营单位         | 主要线路及目的地                                                                      |
| 塞尔河畔维克站门口         | SNCF Car TER     | 66 欧里亚克 · 讷萨格站 当铁路线施工或罢工时，SNCF可能会提供途径该线路沿途站点的大巴车 |
| 塞尔河畔维克市政府         | 康塔尔省城际客运 | LR 101 欧里亚克 · 圣雅克代布拉 · 于塞勒 · 圣弗卢尔                                    |
| 1. 2. 3.                   |                  |                                                                                       |

### 城市公共交通
塞尔河畔维克站附近暂无市内公共交通线路。

### 社会车辆
塞尔河畔维克站门口设有社会车辆停车场。

## 临近车站
| 塞尔河畔维克站（Gare de Vic-sur-Cère） |                    |                   |
| 上行车站                               | 线路               | 下行车站          |
| 欧里亚克站 19.6km ←                    | 菲雅克－阿尔旺铁路 | 勒流杭站 → 16.7km |
| - 本表仅显示运营中的线路及车站 1.      |                    |                   |